# Geografia Meksyku

Mapa topograficzna Meksyku

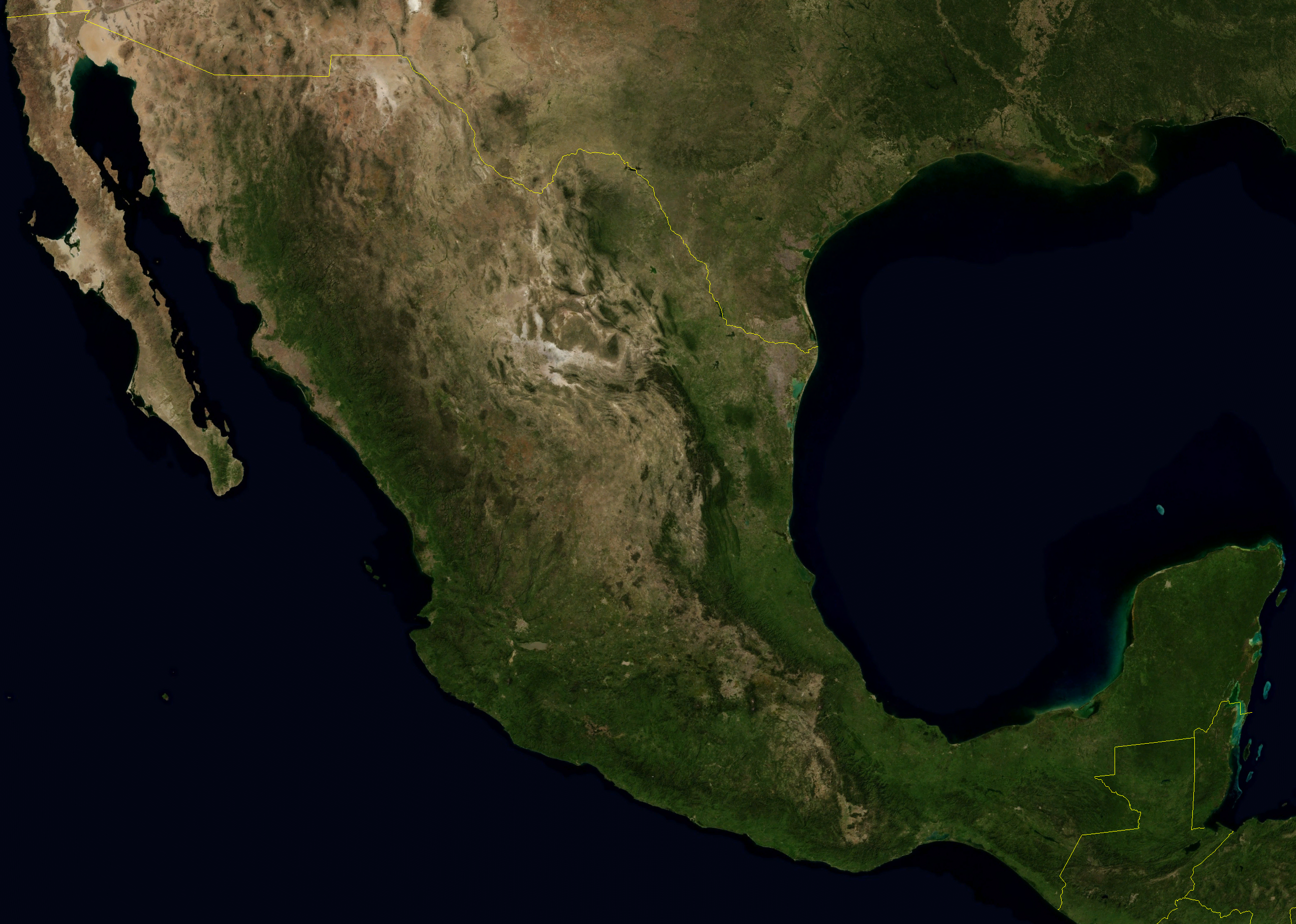
Zdjęcie satelitarne Meksyku

Meksyk jest trzecim co do wielkości krajem położonym w Ameryce Północnej między Oceanem Spokojnym na zachodzie i południu oraz nad Zatoką Meksykańską i Morzem Karaibskim na wschodzie. Meksyk jest typowym krajem latynoamerykańskim, gdzie Metysi stanowią 3/4 ludności kraju. Meksyk cechuje się urozmaiconą rzeźbą terenu i ciepłym zwrotnikowym i podrównikowym klimatem, na który wpływ ma ukształtowanie terenu.

## Powierzchnia, skrajne punkty i granice
Powierzchnia: Meksyk jest na 14-tej pozycji pod względem powierzchni na świecie i trzeci w Ameryce Północnej.
- całkowita 1 972 550 km²
- wody śródlądowe 49 510 km² (2,51%)

Skrajne punkty:
- północny – 32°43'N – połączenie rzek Gila River i Kolorado
- południowy – 14°33'N – ujście rzeki Suchiate do Oceanu Spokojnego
- zachodni – 117°19'W – u nasady zachodniego wybrzeża Półwyspu Kalifornijskiego
- wschodni – 86°46'W – południowy cypel Isla Mujeres

Rozciągłość równoleżnikowa Meksyku od ujścia Rio Bravo del Norte (Rio Grande), na wschodzie do Tijuana na zachodzie wynosi 2070 km. Rozciągłość południkowa od rzeki Kolorado do granicy z Gwatemalą wynosi 3080 km.
Granice:
Meksyk graniczy z następującymi państwami:

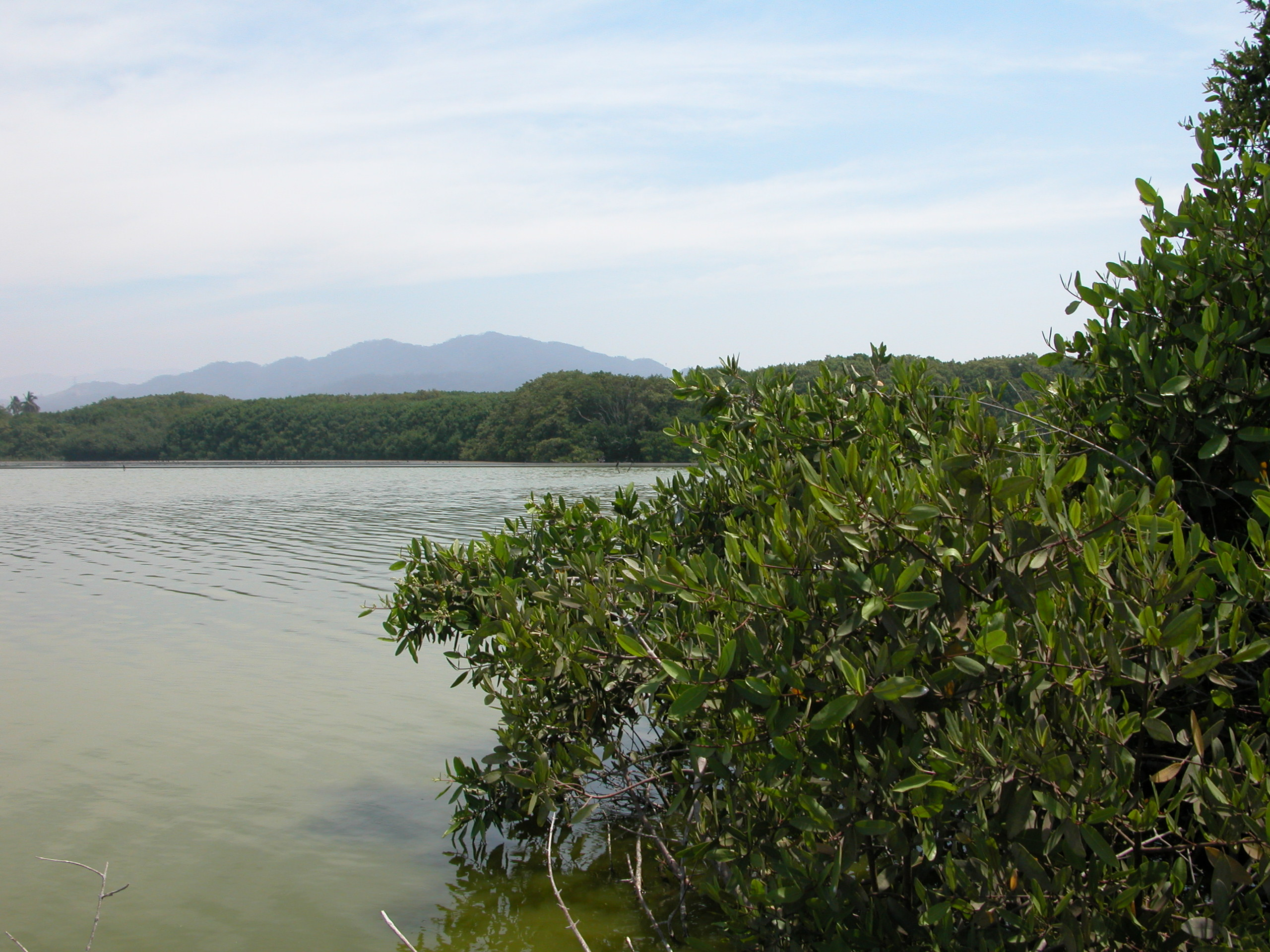
Wybrzeże lagunowe w Meksyku

- Belize – 251 km
- Gwatemala – 871 km
- Stany Zjednoczone – 3326 km

Linia brzegowa – 9903 km

## Ukształtowanie poziome

### Zarys linii brzegowej
Linia brzegowa jest generalnie dobrze rozwinięta, choć w niektórych miejscach jest ona wyrównana. Dotyczy to miejsc takich jak: południowa część pacyficznego wybrzeża, niemal do samej granicy z Gwatemalą, północne wybrzeże Jukatanu i kilka fragmentów wybrzeża nad Zatoką Meksykańską, szczególnie w okolicy miasta Ciudad Madero. Poza tym wybrzeże Meksyku jest urozmaicone małymi zatokami i półwyspami i przede wszystkim licznymi lagunami i mierzejami. Występuje też spora liczba wysp przybrzeżnych, szczególnie leżących Zatoce Kalifornijskiej. Leżą tam dwie duże wyspy: Isla Ángel de la Guarda i Isla Tiburón i kilka innych mniejszych wysepek. Na terenie Meksyku znajdują się dwa duże półwyspy, są to: Półwysep Kalifornijski zwany też Dolną Kalifornią o powierzchni 144 tys. km², ciągnie się on na długości prawie 1300 km i szerokości do 160 km wzdłuż zachodniego wybrzeża Meksyku, odgrodzony od stałego lądu niewiele szerszą Zatoką Kalifornijską. Drugim jest Jukatan o powierzchni 180 tys. km², który znajduje się w południowej części kraju. Wraz z Kubą, półwysep ten stanowi geograficzną granicę między wodami Zatoki Meksykańskiej a Morzem Karaibskim, leżącym na południu.

### Wybrzeże
Wybrzeże Meksyku jest urozmaicone. Zachodnie wybrzeże w północnym odcinku jest usiane szerokimi plażami będącymi częścią nadbrzeżnej niziny. Południowa część wybrzeża jest klifowa, choć też występują odcinki z plażami. Następnie wybrzeże znów staje się niskie i przy granicy z Gwatemalą ma postać mangrową co wiąże się z występowaniem innego typu klimatu, a co za tym idzie – roślinności. Wschodnie wybrzeże jest w większości niskie i niemal na całej długości ma postać lagunową. Na odcinku tym występują plaże. Większość plaż Meksyku jest zagospodarowana, szczególnie w regionie Acapulco. Półwysep Kalifornijski cechują się dwoma typami wybrzeża. Jego wschodnia strona usiana jest plażami, których szerokość dochodzi do 100, zaś zachodnia część jest skalista, gdzie dominują klify.

## Budowa geologiczna

### Historia geologiczna
W paleozoiku (kambr) obszar dzisiejszego Meksyku był zalany wodami oceanu. W okresie syluru i dewonu miał miejsce proces wypiętrzania się obszaru dzisiejszego Meksyku i terenów należących do Teksasu. W górnym dewonie pierwotny, najstarszy masyw kontynentalny Ameryki Północnej został oddzielony przez wciskające się wody Zatoki Meksykańskiej od Ameryki Środkowej. W okresie karbonu rozległe obszary Meksyku porastały bujne lasy tropikalne, następnie obszar ten został ponownie zanurzony. Pod koniec ery paleozoicznej tereny Meksyku wynurzyły się ponownie i podlegały procesom wypiętrzania. Pod koniec tejże ery zarysował się też obecny kształt Zatoki Meksykańskiej.
Burzliwe dzieje Ameryki Środkowej nie dobiegły końca, gdyż na początku mezozoiku, w triasie obszar Meksyku ulegał stopniowemu zanurzaniu. W wyniku tych procesów powstały osady o znacznej miąższości. Osady te można zaobserwować obecnie na terenach stanów: Zacatecas, Puebla i Chiapas, a także w południowej części Sonory. W jurze obszar kontynentalny uległ dalszemu zmniejszaniu, a Zatoka Meksykańska połączyła się z Pacyfikiem W dolnej kredzie transgresja morska rozszerzyła się na północ i na południe. Kreda była ostatnim okresem, kiedy trwał proces transgresji. W górnej kredzie rozpoczął się proces ostatecznego wynurzania lądu obecnego Meksyku i na początku ery kenozoicznej zaznaczała się działalność górotwórcza.
W kenozoiku miał miejsce proces fałdowania się i wypiętrzania się gór (faza laramijska) oraz intruzje magmowe. Powstały wtedy pasma górskie Sierra Madre Zachodniej i Południowej, gór Chiapas, Kordyliery Wulkanicznej i gór obecnego Półwyspu Kalifornijskiego. W czwartorzędzie na terenie Meksyku rozpoczęła się działalność wulkaniczna, a plejstoceńskie zlodowacenie nie miało wpływu na powierzchnię Meksyku, poza terenami leżącymi na znacznych wysokościach. W ostatnich okresach geologicznych ważną rolę odegrały erozja i procesy akumulacyjne, które nadały obecny kształt rzeźby terenu.

### Geologia Meksyku

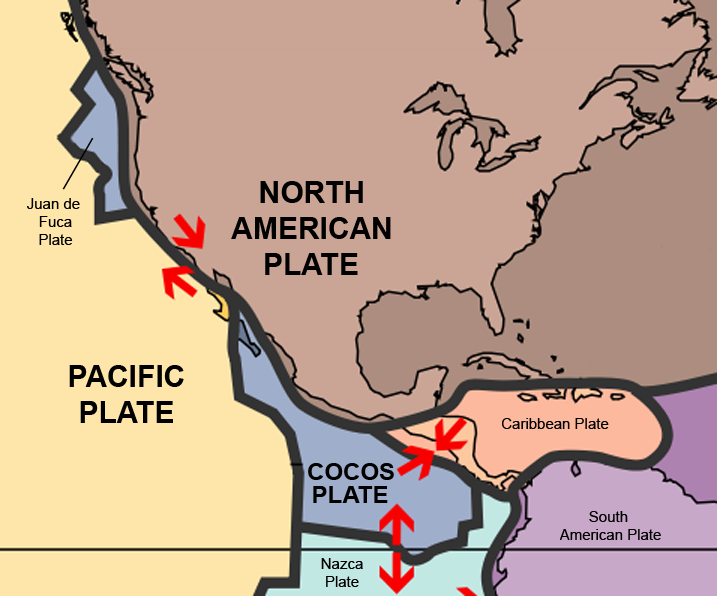
Położenie Meksyku na płytach tektonicznych: północnoamerykańskiej i karaibskiej

Terytorium Meksyku leży na południowo-zachodnim krańcu płyty północnoamerykańskiej, która spotyka się z płytą pacyficzną i karaibską. Większość powierzchni kraju należy geologicznie do systemu Kordylierów, które na terenie Meksyku, podobnie jak w USA, Kanadzie czy w Chile, dzielą się na kilka pasma górskich. Należą do nich Sierra Madre Zachodnia, Wschodnia, Południowa i Kordyliery Wulkaniczne.

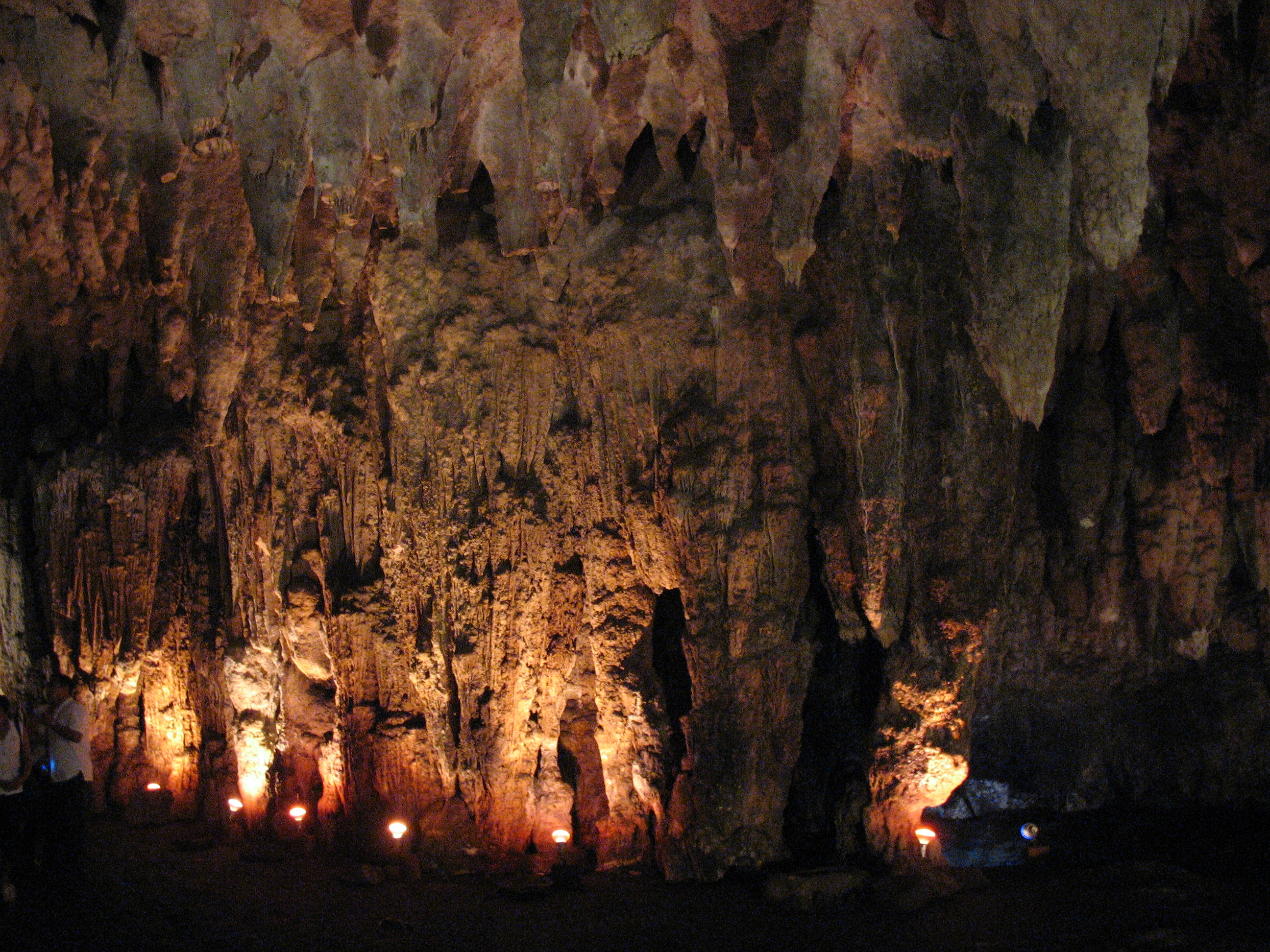
Jedna z wielu jaskiń krasowych na Jukatanie

Sierra Madre Zachodnia zbudowana jest ze skał osadowych, pokrytych grubą warstwą młodych law trzeciorzędowych. Sierra Madre Wschodnia praktycznie nie różni się pod względem geologicznym od Madre Zachodniej. Pasmo to budują skały osadowe, przykryte warstwami młodych law pochodzących z trzeciorzędu. Głównymi skałami osadowymi budującymi Sierrę Madrę Zachodnią i Wschodnią są wapienie i piaskowce pochodzące z różnych okresów. Najstarsze, bo z prekambru występują w Madre Zachodniej, młodsze z mezozoiku i z trzeciorzędu w Madre Wschodniej. Sierra Madre Południowa różni się od gór leżących na północy. Pasmo to budują skały metamorficzne i krystaliczne, głównie granity, występują też skały wulkaniczne. Kordyliera Wulkaniczna leżąca na północ od Sierra Madre Południowej, to typowa formacja górska pochodzenia wulkanicznego, o czym świadczy nazwa. Góry te budują skały wylewne, wulkaniczne, a resztą stanowią utwory piroklastyczne, które nagromadzały się w wyniku erupcji wulkanów.

Położenie epicentrów trzęsień ziemi w Meksyku w latach 1990-2017

Obszar Meksyku w 60% to podłoże zbudowane z różnych skał osadowych. Warstwy tych skał ciągną się wzdłuż wybrzeża Zatoki Meksykańskiej pasem o szerokości od 1500 km na północy do 150 km na południu. Od strony Pacyfiku warstwy te zajmują mniejszą powierzchnię i w niektórych miejscach wychodzą na powierzchnię. 30% powierzchni kraju to skały wulkaniczne i magmowe, które miały istotny wpływ na formowanie się większości gór Meksyku. Skały te często przykrywają stare warstwy skał osadowych i zajmują one miejsca wysoko położone. Odmienną budowę ma Jukatan, który składa się z poziomo leżących skał wapiennych. Na wapiennym podłożu rozwinęły się zjawiska krasowe – występują tu takie formy terenu jak studnie, uwały, zapadliska i jaskinie wypełnione wodą.

### Sejsmikai wulkanizm Meksyku
W związku z obecnością połączenia płyt tektonicznych, Meksyk jest obszarem aktywnie sejsmicznym. Całe zachodnie wybrzeże Meksyku to odcinek Pacyficznego Pierścienia Ognia. Aktywne sejsmicznie jest południe kraju i północno-zachodni kraniec, u nasady Półwyspu Kalifornijskiego. Do niewielkich trzęsień ziemi dochodzi także na całym zachodnim obszarze kraju. Nie są w tym kraju też rzadkością erupcje wulkaniczne. Citlaltépetl i Popocatépetl są przykładami aktywności wulkanicznej, która stosunkowo niedawno doprowadziła do ukształtowania powierzchni południowej części kraju.

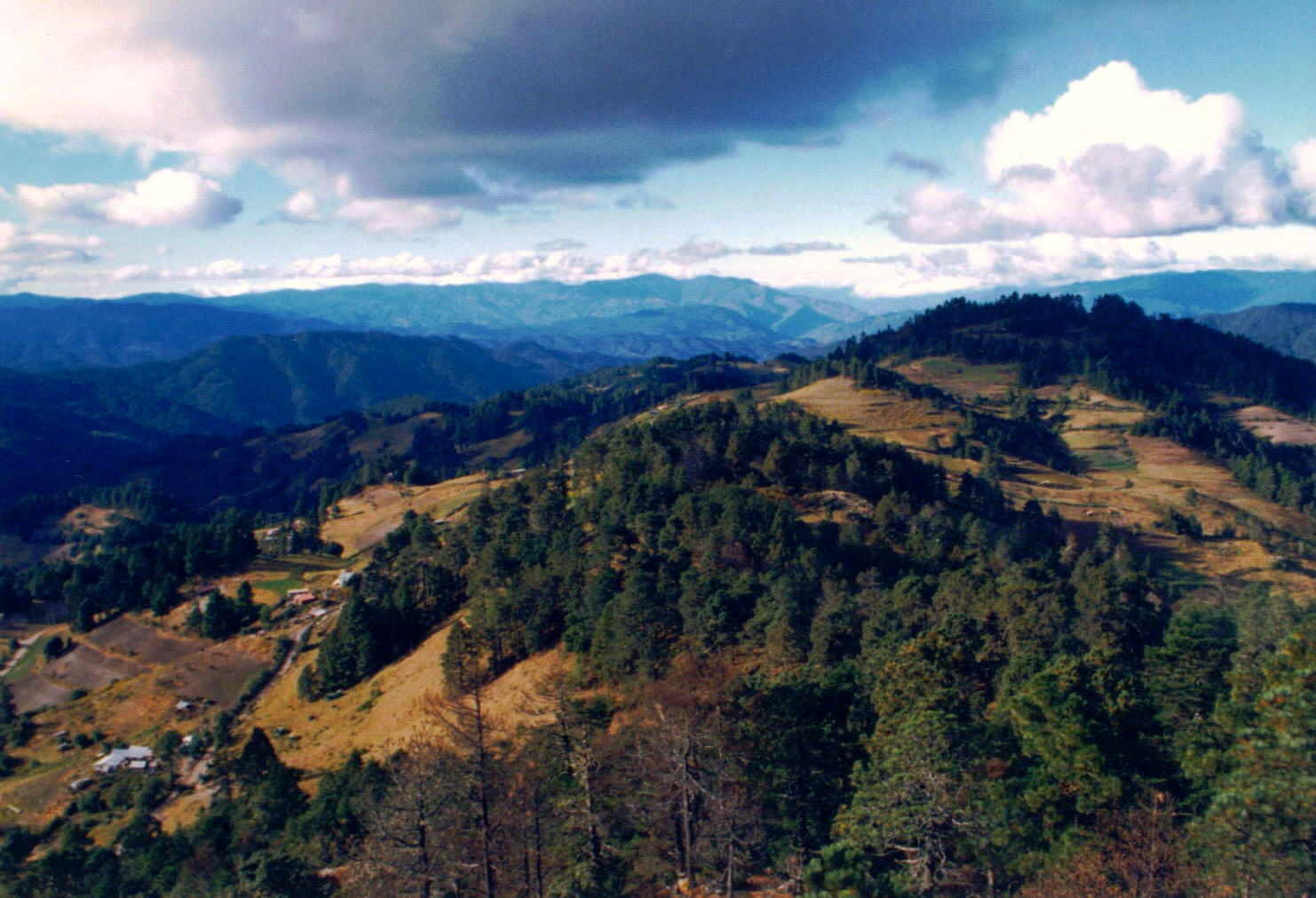
Góry Sierra Madre

## Rzeźba
Meksyk pod względem rzeźby terenu jest urozmaicony, większość powierzchni kraju zajmują tereny wyżynne i górskie. Obszary nizinne zajmują 29,1% i skupiają się na obszarze Jukatanu, a reszta nizin obejmuje strefę nadmorską. Obszary wyżynne do 900 m n.p.m. stanowią 17,4%. Znaczną część, bo 42,9%, zajmują obszary wyżyn i towarzyszących im gór, do wysokości 2100 m n.p.m. Obszary powyżej 2100 m n.p.m. stanowią10,6% powierzchni kraju. W Meksyku można wyróżnić kilka regionów geograficznych. Są nimi: Półwysep Kalifornijski, Nizina Nadbrzeżna Kalifornijska, Sierra Madre Zachodnia, Wyżyna Meksykańska, Sierra Madre Wschodnia, Kordyliera Wulkaniczna, Sierra Madre Południowa, pasma górskie Sierra Madre de Chiapas, Sierra Atravesada, wraz z Wyżyną Chiapas. Następnymi regionami są: Nizina Nadbrzeżna Zatokowa i Jukatan.

### Półwysep Kalifornijski
Jest odizolowanym regionem Meksyku, znajdującym się na zachód od stałego lądu. Półwysep ten ciągnie się na długości prawie 1300 km mniej więcej od granicy ze stanem Kalifornia, w najszerszy miejscu ma 160 km, zaś jego przeciętna szerokość wynosi 80-90 km. Półwysep Kalifornijski jest w górzysty, ciągną się tam pasma górskie, które na północy wznoszą się do 2 500-3 000 m n.p.m., a na samym południu do jedynie 250 m n.p.m. Obszary nadbrzeżne są zajęte przez tereny nizinne. Na północy, w delcie rzeki Kolorado nizina nadbrzeżna rozszerza się, a delta Kolorado ma szerokość około 50-75 km. Ciągnie się ona ku północy na długości 100 km, a na jej terenie zachowały się obszary leżące poniżej poziomu morza, jak Mar Salton – 84 m.p.p.m.

### Nizina Nadbrzeżna Kalifornijska
Nizina ta jest obszarem ograniczonym od zachodu wodami Zatoki Kalifornijskiej, a od wschodu górami Sierra Madre Zachodnia. Ciągnie się wąskim pasem od granicy z USA do rzeki Río Grande de Santiago. Nizina Nadbrzeżna Kalifornijska ma długość 1400 km i szerokość od 75 km na południu do 200 km na północy. Średnia wysokość tego regionu wynosi 100 m n.p.m. Teren ten poprzecinany jest zrębami i zapadliskami, w niektórych miejscach występują rozcięcia erozyjne wytworzone przez spływające z Kordylierów rzeki. Na północy, aż do rzeki Yaqui ciągną się pustynie z ruchomymi wydmami. W regionie tym występuje zjawisko powolnego zapadania się podłoża co przyczyniło się do powstania zatok Mazatlán, Guaymas i Topolobambo.

### Sierra Madre Zachodnia
Jest częścią systemu górskiego Kordylierów i ciągnie się od granicy z USA, a kończy się na południu na Río Grande de Santiago. Tam Sierra Madre styka się z Kordylierą Wulkaniczną. Sierra Madre Zachodnia jest długa na 1250 km, a jej średnia szerokość wynosi 150 km. Ku południowi góry te zwężają się i dochodzą do wybrzeża. Średnia wysokość tych gór wynosi 2500 m n.p.m., a najwyższe pasma – Tarahumara i Tepehuanes przekraczają 3000 m n.p.m. Najwyższy szczyt – jest Cerro Agua Caliente wznosi się na 3315 m n.p.m.

### Wyżyna Meksykańska
Wyżyna Meksykańska leży między Sierra Madre Zachodnią a Wschodnią w północnej i środkowej części kraju. Na południu wyżyna ta sięga pasma Kordyliery Wulkanicznej, a na północy dochodzi do granicy z USA. Wyżyna ta dzieli się na dwa regiony: Mesę Północną i Centralną. Obszary te nazywane są też Wyżyną Północno i Południowomeksykańską. Część północna wyżyny jest niższa od południowej i leży na wysokości do 1 100-1 200 m n.p.m. i kończy niedaleko stanu San Luis Potosí. Na tym terenie występują rozlegle, bezodpływowe kotliny, które nazywane są bolsonami. Największą taką kotliną jest Bolsón de Mapini, leżąca w pobliżu rzeki Rio Grande. W Mesie Północnej występują ostańcowe góry wyspowe i góry stołowe.
Mesa Centralna jest wysoka i sięga około 2000 m n.p.m. granicząc od południa z Kordylierą Wulkaniczną. Region ten ma kształt rombu o przekątnych 750 i 400 km i ma postać wysokiego płaskowyżu lawowego z licznymi odizolowanymi kotlinami. W większości kotlin Mesy Centralnej znajdowały się w przeszłości jeziora, które dziś są wypełnione osadami aluwialnymi. Region całej Wyżyny Meksykańskiej jest bogaty w rudy metali kolorowych jak złoto, srebro i miedź.
W obrębie Wyżyny Meksykańskiej leży stolica kraju.

### Sierra Madre Wschodnia
Sierra Madre Wschodnia to równolegle do Madre Zachodniej ciągnące się pasmo gór wzdłuż wschodniej części cokołu kontynentalnego. Góry te cechują się podobnymi parametrami co Sierra Madre Zachodnia, ciągną się od granicy z USA do Kordyliery Wulkanicznej na długości 1350 km i szerokości do 150 km. Góry te są nieco wyższe od Madre Zachodniej, ich najwyższe szczyty osiągają wysokości 3 500-3 600 m n.p.m. Przeciętna wysokość tych gór wynosi nieco ponad 2000 m n.p.m. Najwyższy szczyt tych gór – Peña Nevada wznosi się na 4054 m n.p.m. Wschodnie stoki tych krawędziowych gór cechują się dużymi rozcięciami erozyjnymi wywołanymi przez duże opady.

### Kordyliera Wulkaniczna
Pasmo tych gór jest regionem ciągnącym się równoleżnikowo od wybrzeży Oceanu Spokojnego (okolice ujścia rzeki Río Grande de Santiago) do rejonu szczytu Orizaba. Góry te ciągną się na długości 800 km i szerokości nieco ponad 100 km. Góry te są najwyższym pasmem w Meksyku i jednym z najwyższych na obu Amerykach. Ich najwyższy szczyt, wznoszący się na ich wschodnim krańcu – Orizaba (Góra Gwiazdy) wznosi się na 5656 m n.p.m. W górach tych licznie występują potężne wulkany, sięgające ponad 4000 m n.p.m. Znanym meksykańskim wulkanem jest Popocatépetl (Dymiąca Góra), którego wysokość wynosi 5452 m n.p.m.

### Sierra Madre Południowa
Podobnie jak Kordyliera Wulkaniczna, Sierra Madre Południowa ciągnie się równoleżnikowo w kierunkach północny zachód – południowy wschód. Góry te ciągną biorą swój początek od przylądka Corrientes do przesmyku Tehuantepec, na długości ponad 1000 km i szerokości około 100 km. Góry te tworzą zwarty, słabo rozczłonkowany grzbiet górski o wysokościach przeciętnych 3000 m n.p.m. Najwyższy szczyt – Teotepec wznosi się na 3703 m n.p.m. Zbocza gór są w wielu miejscach rozcięte przez liczne cieki wodne.

### Pasma górskie na południowym krańcu Meksyku
Na tym niewielkie regionie przy granicy z Gwatemalą leży kilka drobnych jednostek fizyczno-geograficznych. Znajdują się tam dwa niewielkie pasma górskie i wyżyna, oraz doliny śródgórskie. W strefie wybrzeża występują niziny. Sierra Madre de Chiapas ciągnie się na terytorium Meksyku i Gwatemali, stanowiące część systemu górskiego Kordylierów, ciągnące się na przestrzeni około 600 km wzdłuż wybrzeża Oceanu Spokojnego, od przesmyku Tehuantepec na zachodzie po Salwador na wschodzie. Na terenie Meksyku leżą ich niskie pasma, które najwyższe wysokości osiągają już na terenie Gwatemali. Wraz z Sierra Atravesada góry te tworzą jeden region górski o nazwie Sierra Madre. W regionie tym leży zespół wyżyn Chiapas, które są przedłużeniem pasm górskich ze Ameryki Środkowej, mają formę krawędzi górującej nad niżej położoną doliną. W kierunku północno-zachodnim leży dolina rzeki Grijalva. Pomiędzy nią a Równiną Tabasco znajduje się kilka mniejszych pasm z charakterystycznymi uskokami.

### Nizina Nadbrzeżna Zatokowa
Nizina ta jest drugim dużym obszarem nizin nadmorskich ciągnących się wzdłuż wybrzeża Zatoki Meksykańskiej. Nizina ta na długości około 1400 km ciągnie się od Teksasu do Jukatanu. Jest ona najszersza na północy, gdzie ma 200 km szerokości, natomiast na południu zwęża się do 75 km. W regionie tym występują bogate zasoby ropy naftowej. Charakterystyczne dla niej są laguny i rozległe, nisko położone bagna.

### Jukatan
Półwysep Jukatan jest największym obszarem nizinnym w Meksyku. 3/4 jego powierzchni leży na obszarze Meksyku. Jego długość wynosi 500 km, a średnia szerokość 350 km. Jukan jest płaskim, skrasowiałym regionem Meksyku o wysokości średniej 150 m n.p.m. Obszar Jukatanu ulega procesowi powolnego wynurzania się, gdzie na wybrzeżu północnym morze w ciągu ostatnich 90 lat cofnęło się o 200 m.

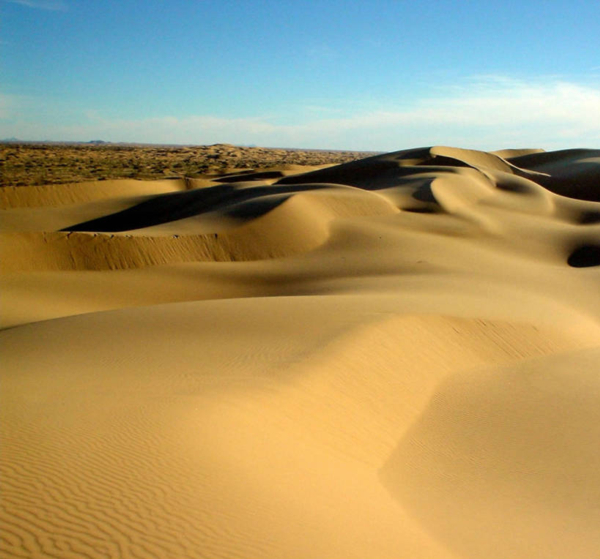
Pustynia Sonora – najsuchszy region Meksyku

## Klimat
Meksyk ze względu na dużą rozciągłość szerokości geograficznej i zróżnicowanie topograficzne cechuje się dużą różnorodnością klimatyczną. Ponad połowa kraju znajduje się pod zwrotnikiem Raka. W rejonach tych wilgotne i morskie masy powietrza znad Zatoki Meksykańskiej, Morza Karaibskiego i Pacyfiku są ściągane przez niskie ciśnienie atmosferyczne. Meksyk leży w strefie dwóch pasów klimatycznych. Nieco ponad połowa powierzchni kraju – północna i środkowa część to klimat zwrotnikowy, zaś południowy obszar kraju wraz z Jukatanem to region klimatu podrównikowego.

### Temperatury

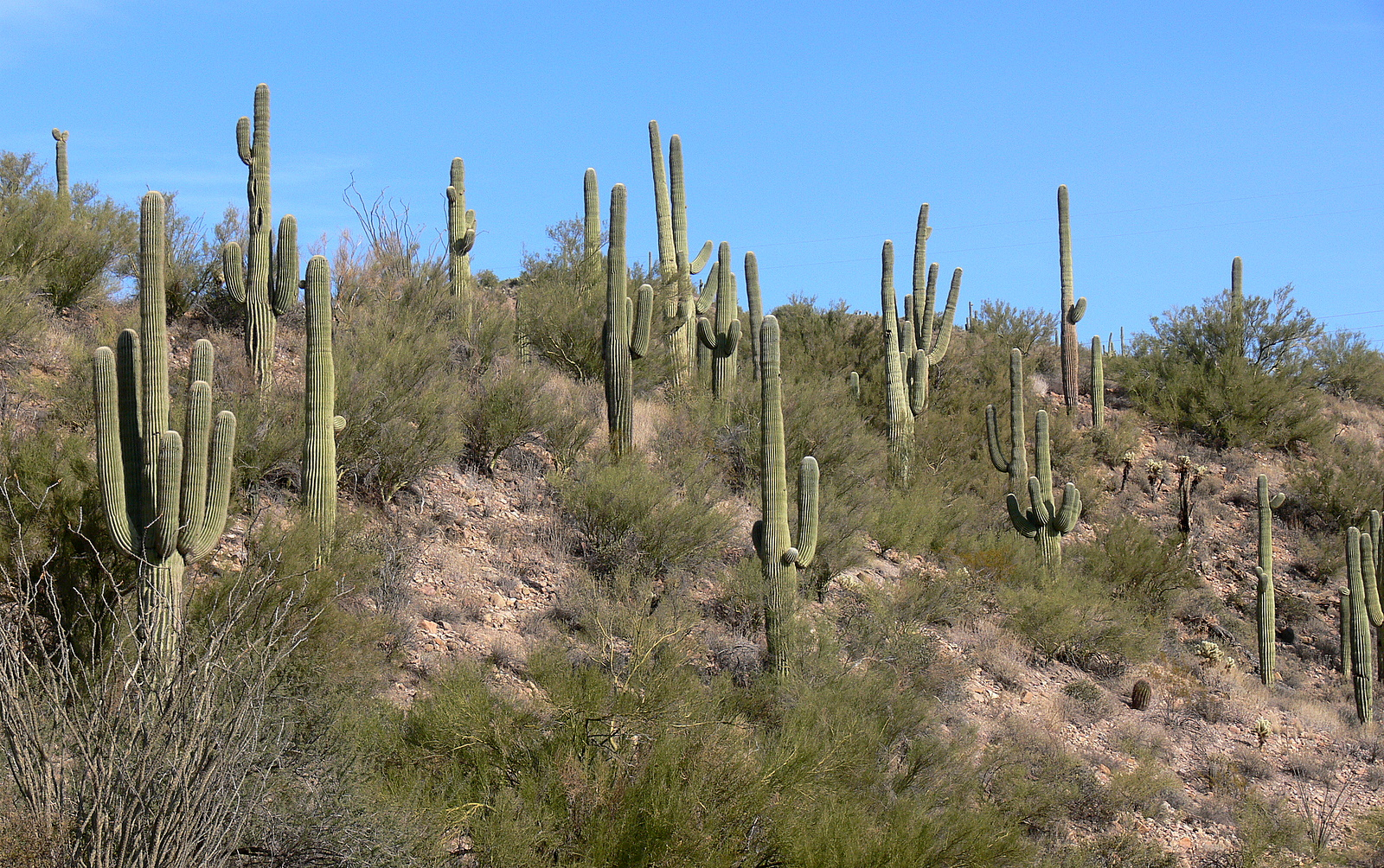
Roślinność w północnej części Meksyku

Temperatury w Meksyku są zróżnicowane, a istotny wpływ na nie ma ukształtowanie terenu. Ogólną cechą temperatur tego kraju jest ich wzrost w kierunku północnym latem i spadek zimą, co wiąże się ze strefowością klimatyczną. Północne, zwrotnikowe obszary są gorące latem, a chłodne i lokalnie zimne zimą. Południowe regiony kraju zimą są ciepłe, i podobnie jest też latem, o ile nie są to obszary leżące powyżej 2000 m n.p.m., gdzie temperatury są już niższe. W górach występuje piętrowość klimatyczna.
Na północy Meksyku zimą jest chłodno, w nocy zdarzają się spadki do poniżej zera. Dotyczy to szczególnie obszarów leżących w głębi lądu i terenów górskich. Średnia roczna temperatura stanów Sonora i Chihuahua wynosi 16-20 °C. W styczniu średnie wartości termiczne wynoszą 4-8 °C na terenach wysoko położonych i 10-15 °C na terenach nisko położonych. Latem jest gorąco, do częstych zjawisk należą wielotygodniowe upały, a temperatura osiąga 40 °C. W Kalifornii Dolnej (Półwysep Kalifornijski) oraz w północnej części pustyni Sonora nierzadko w lipcu i sierpniu powietrze rozgrzewa się do nawet 43 °C. Występują tam typowe warunki pustynne nieróżniące się do tych jakie panują na Saharze.
Południowa, podrównikowa część Meksyku to łagodniejszy przebieg rocznych temperatur, gdzie amplitudy nie są wysokie. Różnice temperatur w wilgotniejszych i tropikalnych częściach Meksyku są niewielkie (rzadko przekraczają 5 °C pomiędzy najgorętszym i najcieplejszym miesiącem). Okres zimowy można tu raczej zdefiniować jako porę deszczową. Na klimat w tym regionie największy wpływ ma położenie nad poziomem morza a poszczególne strefy klimatyczne ułożone są południkowo. Średnie wartości dla tych obszarów wynoszą 22-26 °C. Najbardziej skrajne wartości termiczne występują na zachodnim wybrzeżu wzdłuż Sierra Madre Południowej, wpływ na to ma prąd morski – przedłużenie Prądu Kalifornijskiego.
Na temperatury w południowej części kraju największy wpływ ma położenie nad poziomem morza, a poszczególne strefy klimatyczne ułożone są południkowo. Na wysokościach od 0 do 900 m temperatury są wysokie, obszary te są określane nazwą tierra caliente (hiszp. – gorąca ziemia). Przykładowo Veracruz położone nad Zatoką Meksykańską ma średnią dzienną temperatur ok. 25 °C. Tierra templada (hiszp. – ziemia umiarkowana) obejmuje regiony gdzie wysokość nie przekracza 1800 m. W Jalapie położonej 1400 m n.p.m. średnia temperatur wynosi ok. 19 °C. Tierra fria (hiszp. – zimna ziemia) to obszary sięgające 3300 m n.p.m. Pachucha znajdująca się na wysokości 2400 m cechuje się średnią roczną temperatur ok. 15 °C. Nad terra fria znajdują się jeszcze tzw. paramos (górskie pastwiska, na których zalega niekiedy śnieg), występują one głównie w środkowej części kraju na terenach od 3900 do 4200 m n.p.m.

### Opady
Rozmieszczenie opadów atmosferycznych w kraju jest bardzo nierównomierne. Meksyk jest krajem, w którym opady są w większości rejonów przeważnie niewystarczające. Największe opady notuje się nad Zatoką Meksykańską, mniejsze wartości notuje się w głębi lądu i na stokach zawietrznych. Najmniej opadów otrzymują północne części kraju, szczególnie obszary północno-zachodnie razem z Półwyspem Kalifornijskim.
Cały obszar nadbrzeżny nad Zatoką Meksykańską wraz z Jukatanem obfituje w opady, gdzie średnio w ciągu roku spada od 1000 mm na północy do 3000 mm na południu. Także we wnętrzu kraju na samym południu, gdzie wpływ ma wilgotne powietrze równikowe, opady sięgają wartości 3000 mm. Opady są bardzo zróżnicowane na zachodnim wybrzeżu Meksyku, gdzie na południu są stosunkowo wysokie i wynoszą około 1200 mm, a na północy (północno-zachodnia Sonora) wartości opadowe nawet nad samym brzegiem są bardzo niskie – około 100 mm rocznie. Duża część środkowych i południowych regionów kraju cechuje się poziomem opadów poniżej 1000 mm rocznie (które występują głównie w okresie od maja do sierpnia). Na północy kraju, w dużym oddaleniu od morza opady są niskie i wynoszą mniej niż 700 mm. Niskie, typowo pustynne wartości obejmują cały Półwysep Kalifornijski, gdzie średnie wartości wynoszą 150 mm.
Opady w ciągu roku rozłożone są nierównomierne. Większość rocznej sumy opadów przypada na okres letni, z wyjątkiem Półwyspu Kalifornijskiego. Duże wahania opadów obserwuje się także w poszczególnych latach. Sezonowość i znaczne wahania ilości opadów stwarzają poważne trudności, szczególnie dla rolnictwa. Od końca sierpnia do początku października w różnych częściach kraju występuje pora dreszczów cyklonalnych, zwanych cordonazo de San Francisco – bicz św. Franciszka.

### Wilgotność i pozostałe cechy klimatu
Wilgotność względna maleje w miarę oddalania się od morza. W głębi lądu wynosi ona 35-45%, osiągając najniższe wartości w północnej części Wyżyny Meksykańskiej, średnio około 30%. Najwyższa wilgotność jest odnotowywana nad Zatoką Meksykańską, a szczególnie w południowej części Niziny Nadbrzeżnej Zatokowej i na Jukatanie. Średnie wartości wynoszą tam 70-80%. Wysoka wilgotność panuje także na południu kraju blisko granicy z Gwatemalą i na wybrzeżu Pacyfiku, a także na południowym odcinku tego wybrzeża – poza działaniem Prądu Kalifornijskiego.
Intensywność nasłonecznienia i co za tym idzie poziom zachmurzenia różni się w poszczególnych regionach kraju. Najwyższe nasłonecznienie i niskie zachmurzenie występuje w północnych, w północno-zachodnich regionach kraju. Wysokie zachmurzenie występuje nad Zatoką Meksykańską, gdzie średnio w ciągu roku jest 120 dni pochmurnych, a w środkowej części stanu Veracruz – 150 dni. Z powodu silnego nasłonecznienia i temperatur wytworzyła się w kraju specyficzna kultura, jak np. nosze szerokich kapeluszy zwanych sombrero.
Do ekstremalnych zjawisk w Meksyku należą huragany, które nawiedzają wybrzeże Zatoki Meksykańskiej. W północnych stanach kraju charakterystycznych zjawiskiem są trąby powietrzne wznoszące słupy pyłu.

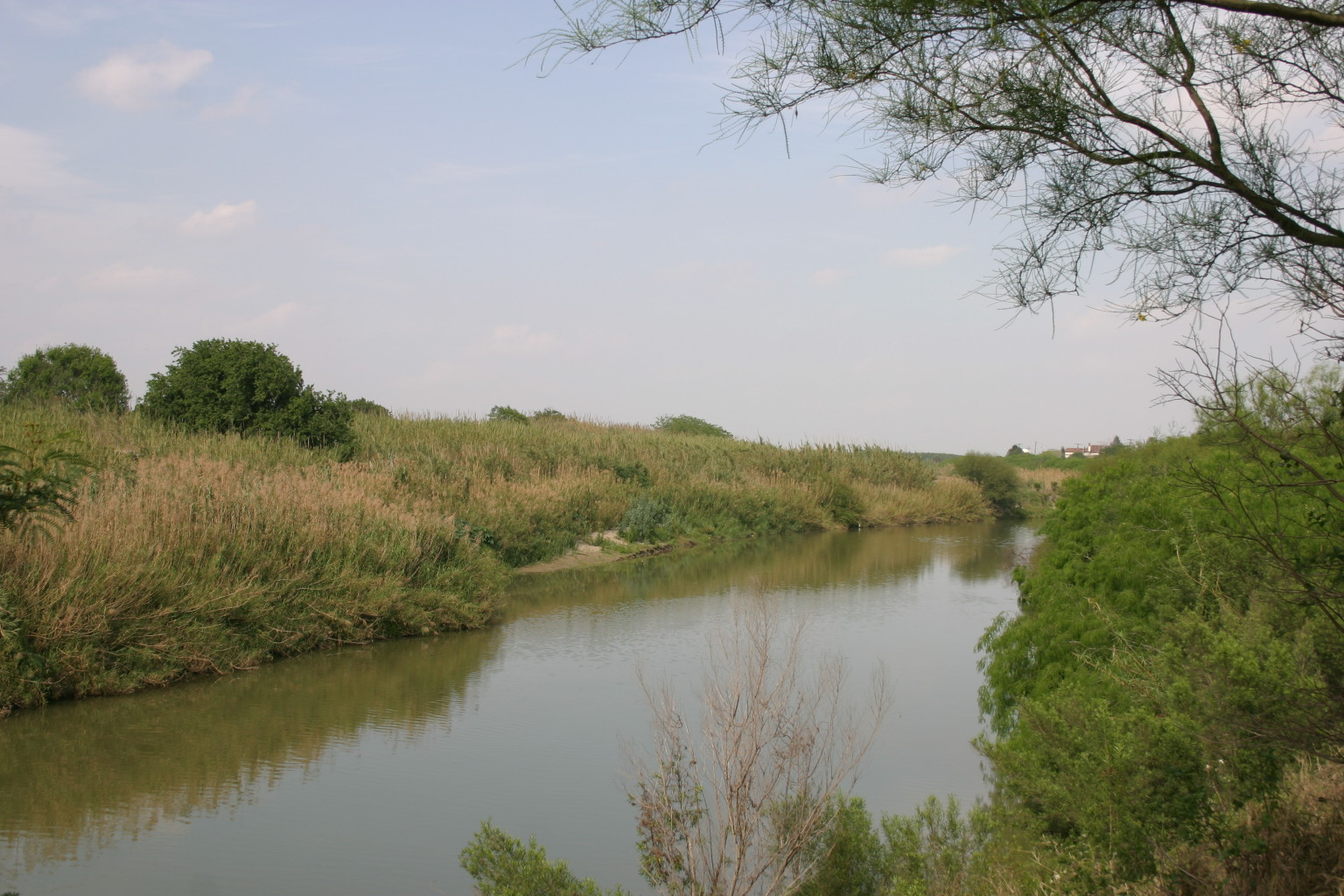
Rzeka Rio Grande

## Wody
Sieć rzeczna kraju jest słabo rozwinięta, szczególnie na północy. Rzeki w Meksyku są przeważnie krótkie z licznymi progami i wodospadami. Lokalnie, głównie w górach sieć rzeczna jest gęsta, ale rzeki te mają postać strumieni, potoków i małych cieków wodnych, o zmiennym stanie wód. Większość obszaru Meksyku należy do dwóch zlewisk: Oceanu Spokojnego, którego zlewisko zajmuje 48% powierzchni kraju i Oceanu Atlantyckiego gdzie zlewisko ma powierzchnię 37%. Obszary bezodpływowe obejmują około 15% powierzchni kraju i znajdują się na Wyżynie Meksykańskiej. Reżim wodny rzek i ich zasilanie zależy w dużej mierze od czynników klimatycznych, a także ukształtowania terenu.

### Główne rzeki kraju
W Meksyku można wyróżnić 8 głównych rzek. Największą rzeką jest Rio Grande zwana w Meksyku jako Rio Bravo del Norte. Rzeka ta wyznacza granicę USA z Meksykiem na około 2/3 swej długości. Długość całkowita tej rzeki wynosi 3030 km, a powierzchnia dorzecza 580 tys. km². Rio Grande ma swe źródła w górach San Juan na Wyżynie Kolorado. Rzeka ta uchodzi do wód Zatoki Meksykańskiej. Drugą ważną rzeką jest Pánuco, płynąca w środkowej części kraju. Rzeka ta jest długa na 505 km, a powierzchnia jej dorzecza wynosi 85 tys. km². Rzeka ta odgrywa dużą rolę w żegludze. Pánuco na przestrzeni tysięcy lat wydrążyła głębokie wąwozy w masywach Sierra Madre Wschodniej. Trzecią ważną rzeką jest Papaloapan. Papaloapan płynie środkowej części Meksyku i uchodzi do Zatoki Meksykańskiej. Jej długość wynosi około 900 km, a powierzchnia dorzecza to 46,5 tys. km². Jest to jedna najważniejszych rzek Meksyku ze względu na bliskość regionu centralnego kraju. Coatzacoalcos, długa na 325 km, płynie w południowej części kraju i uchodzi do zatoki Campeche, która jest częścią Zatoki Meksykańskiej. Powierzchnia jej dorzecza wynosi 29,8 tys. km². Grijalva jest kolejną rzeką kraju, która płynie w południowo-wschodniej części Meksyku, a jej długość wynosi 766 km. Źródła rzeki znajdują się w górach Sierra Madre de Chiapas, a powierzchnia dorzecza wynosi 64 tys. km². Rzeka ta uchodzi także do Zatoki Meksykańskiej, a odcinki na której jej żeglowna mają łącznie 250 km. Lerma jest jedną z ważniejszych rzek uchodzących do Pacyfiku. W dolnym biegu rzeka ta nazywa się Río Grande de Santiago. Jej długość wynosi około 1000 km, a powierzchnia dorzecza to 123 tys. km². Źródła tej rzeki znajdują się w Kordylierze Wulkanicznej. Rzeka ta odprowadza wody z Mesy Centralnej (południowa część Wyżyny Meksykańskiej). Balsas jest ostatnią ważną rzeką kraju. Rzeka ta w górnym biegu nazywa się Atoyac, a w środkowym biegu – Mezcala. Balsas płynie w południowym Meksyku, a jej długość wynosi 771 km, zaś powierzchnia dorzecza 117 tys. km². Rzeka Balsas została w wielu miejscach przecięta zaporami wodnymi (rejon Sierra Madre Południowej), które stanowią ważne źródło energii elektrycznej.

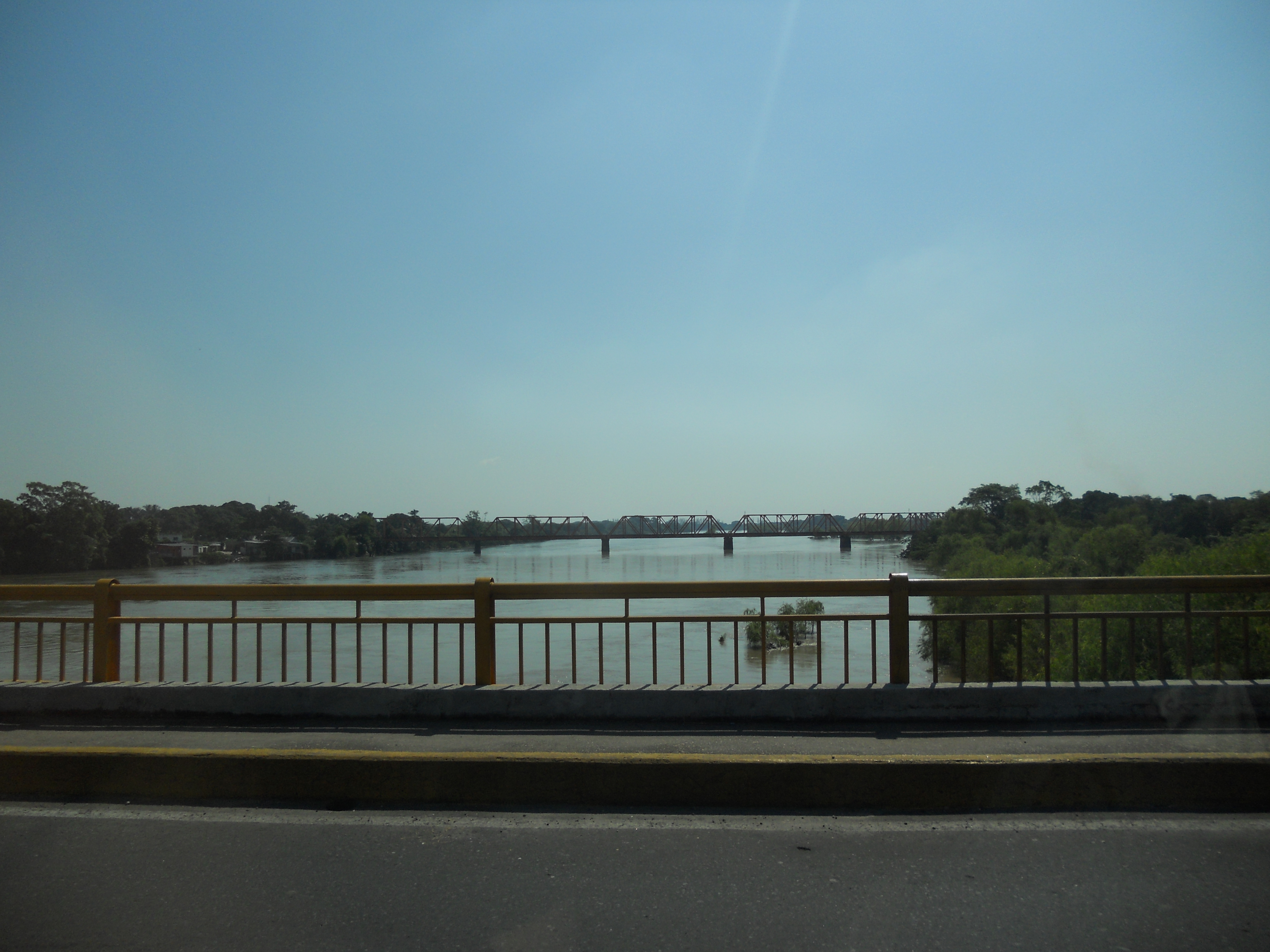
Rzeka Papaloapan

Na nizinach rozciągających się nad Pacyfikiem – Yaqui, Fuerte i Culiacán posłużyły do stworzenia rozbudowanego systemu nawadniania terenów rolnych. Skąpe opady w rejonie Półwyspu Kalifornijskiego oraz skrasowiałe wapienne skały wchodzące w skład Jukatanu sprawiły, że w regionach tych praktycznie brak jest większych powierzchniowych rzek.

### Jeziora
Na terenie Meksyku nie ma dużych naturalnych jezior. Największym naturalnym jeziorem jest Chapala, które wypełnia wielki rów tektoniczny na wysokości 1500 m n.p.m. Powierzchnia jeziora wynosi 1109 km², a maksymalna głębokość 33 m. Wzdłuż wybrzeży morskich ciągną się liczne laguny i przybrzeżne jeziora. Łącznie zajmują one powierzchnię 15 673 km².

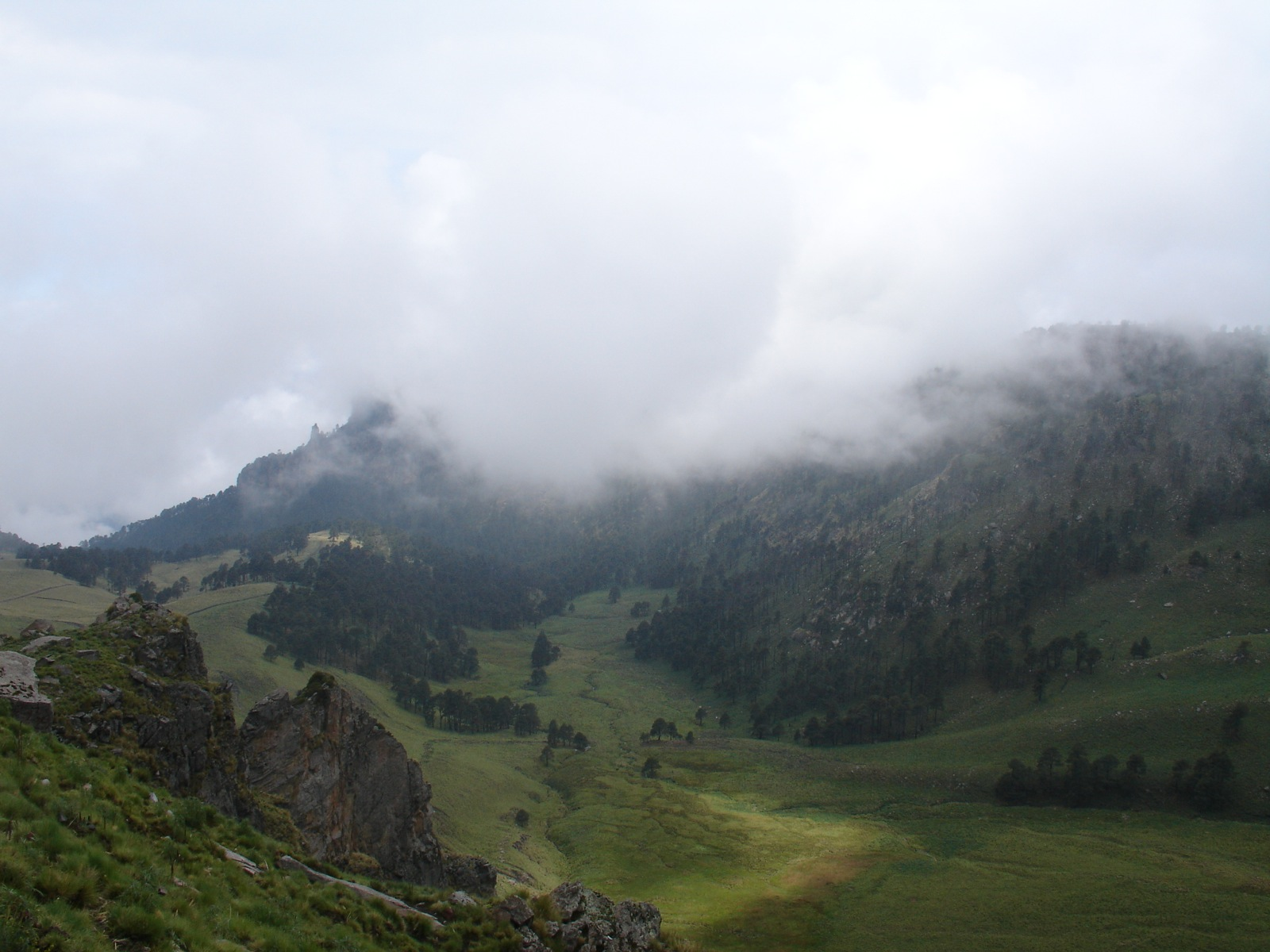
Jeden z wysokogórskich regionów Meksyku

## Gleby
Rozmaitość gleby pokrywających Meksyk jest uwarunkowana ogromną różnorodnością skał macierzystych. Rozmieszczenie poszczególnych typów gleb uwarunkowane jest także przez klimat.
Południowa część kraju ze względu na swój tropikalny charakter w przeważającej części składa się z gleb laterytowych. Posuwając się na południowy wschód można zauważyć, że ziemia staje się bardziej czerwonawa i żółta, co jest spowodowane występowaniem dużych ilości wodorotlenków żelaza i glinu i wypłukiwaniem cennych składników przez wodę co czyni ją słabo przydatną dla rolnictwa. Z kolei Mesa Centralna obfituje w żyzne gleby wulkaniczne, które już w epoce prekolumbijskiej były intensywnie uprawiane. Intensywne rolnictwo wywołało jednak przyśpieszoną erozję tych terenów. Sucha północ charakteryzuje się brązowo-szarymi glebami, Gleby te bogate w wapień po odpowiednim nawodnieniu dają one wysokie plony, przy czym duże zasolenie stwarza problemy w ich wykorzystaniu. W wysokich partiach Kordylierów i w górach na Półwyspie Kalifornijskim występują skaliste gleby inicjalne – litosole, oraz luźne gleby zwane regosolami. Gleby występują także na wapiennym podłożu Jukatanu. Wzdłuż meksykańskich wybrzeży ciągnie się wąski pas morskich gleb aluwialnych zwanych marsze. W sąsiedztwie rzek, szczególnie przy ujściach rzek występują mady.

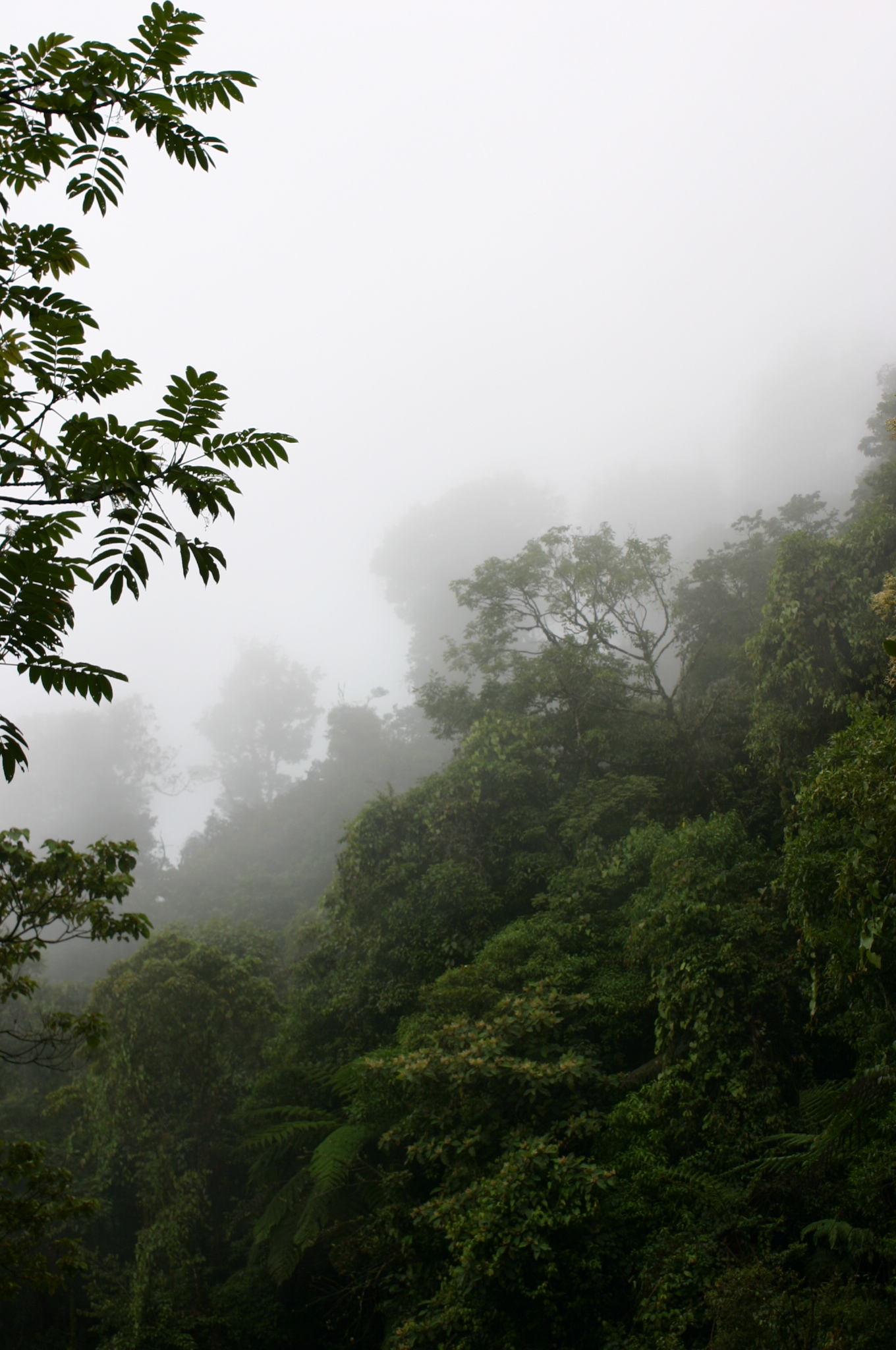
Meksykańska dżungla

## Flora
Pokrywa roślinna Meksyku, ukształtowana pod względem różnych czynników jak np. klimat, wykazuje duże zróżnicowanie zarówno pod względem ekologicznym jak i florystycznym. Na terenie Meksyku znajduje się wiele gatunków endemicznych. Około 27% powierzchni kraju pokrywają lasy, głównie na wybrzeżu wschodnim, południowo-zachodnim i w górach.

### Roślinność klimatu zwrotnikowego
Północna część kraju wraz z Półwyspem Kalifornijskim, gdzie panuje suchy klimat jest uboga w szatę roślinną, ale zarazem bogata pod względem gatunkowym. Suche obszary północnej i północno-zachodniej części kraju mają charakter skupiskowy. Upalne regiony stanów Kalifornia Dolna, Sonora oraz przeważająca część północnego i środkowego Meksyku porośnięte są niską i sucholubną roślinnością. Charakterystyczne dla północnego Meksyku są ogromne, wysokie nawet do kilkunastu metrów kaktusy kolumnowe, kandelabrowe oraz opuncje. W wyżej położonych regionach Sonory, Chihuahua oraz Coahuila i Tamaulipas występują trawy, krzewy oraz wiele gatunków kaktusów i innych sukulentów. Charakterystyczne dla tego obszaru jest rzadko występujące drzewo boojum (środkowa Kalifornia Dolna) Północna część Kalifornii Dolnej porośnięta jest przez chaparral, roślinność podobną do śródziemnomorskiej makii. Półsucha część depresji Balsas porośnięta jest niskimi krzewiastymi zaroślami, karłowatymi drzewami oraz kaktusami.

### Roślinność klimatu podrównikowego
Bogate w duże opady deszczu równiny nadbrzeżne, wyżyny Chiapas oraz południową część półwyspu Jukatan pokrywa gęsty las równikowy (selva). W jego skład wchodzą m.in. szerokolistne drzewa o różnych wysokościach, w tym palmy, cenione ze względu na twarde drewno odmiany Bocote, Chechen i Machichi. Wybrzeża, gdzie panuje wilgotnych klimat porośnięte są przez lasy namorzynowe. W wiecznie zielonych lasach na południu Meksyku typowymi gatunkami drzew są mahoniowce, cedrzyki i mimozowate. Duże jest także udział palm, które szczególnie rośną w strefie wybrzeża i jako drzewa ozdobne w miastach. W mniej wilgotnych rejonach występują gatunki roślin charakterystyczne dla stepów i sawann.
Na wschodnim wybrzeżu występują lasy kolczaste, zrzucające okresowo liście, i wiecznie zielone lasy podzwrotnikowe. Południowo-zachodnie wybrzeże porastają również suche lasy kolczaste.

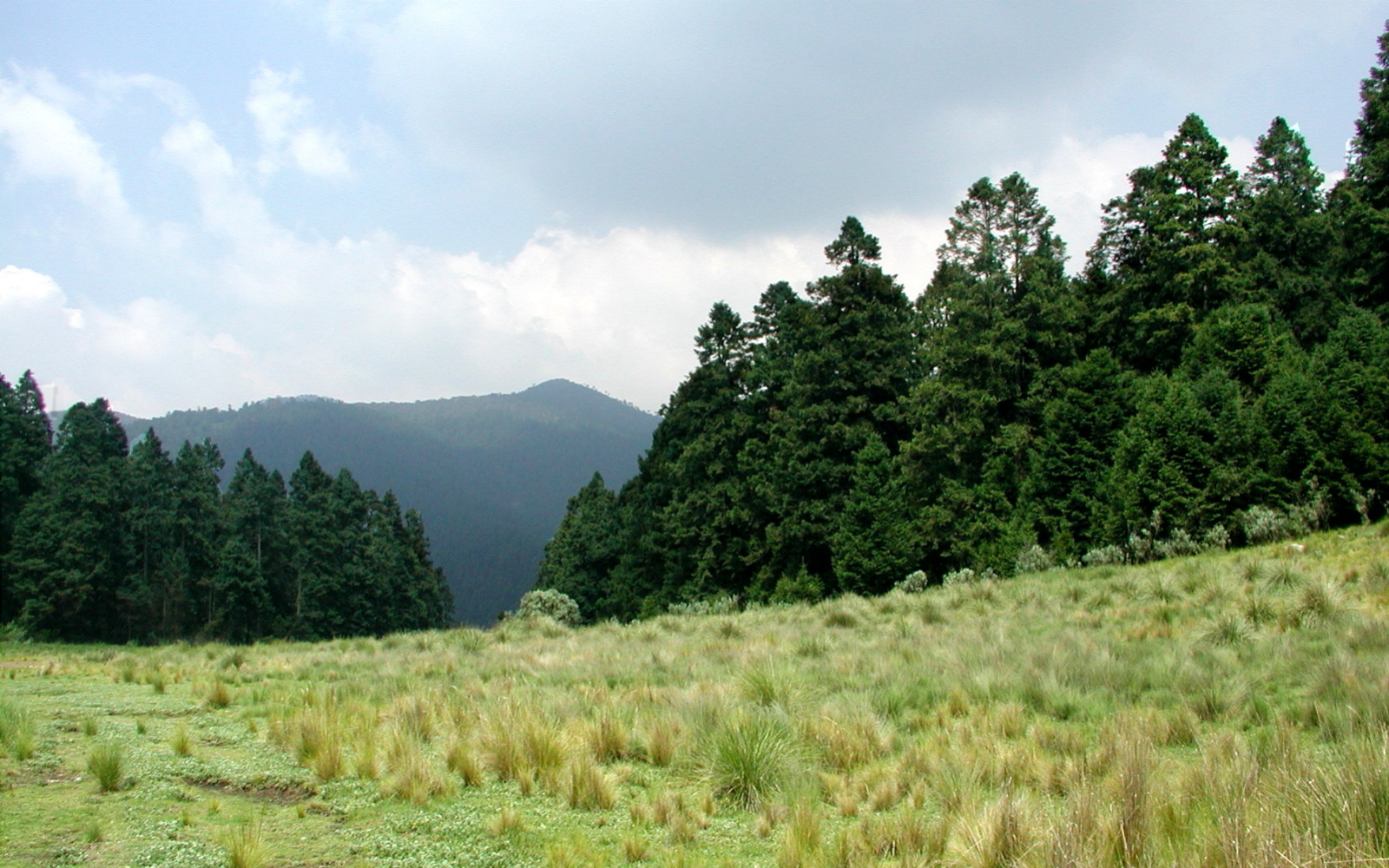
Lasy iglaste w Kordylierach

### Roślinność górska
Większość Sierra Madre Zachodniej i Mesy Centralnej była pierwotnie pokryta wiecznie zielonymi lasami iglastymi oraz drzewami liściastymi. Podobna roślinność rozciąga się również dalej na południe w kierunku wyżyn. Wysoko w górach charakterystycznymi drzewami są różne gatunki sosen i jałowce. Z uwagi na długą obecność człowieka w tym regionie doszło do zubożenia bogactwa przyrodniczego, co przejawia się w ograniczeniu zasięgu lasów tylko do wyższych partii Sierra Madre Zachodniej. W ich skład wchodzą przeważnie sosny oraz jodły. Wystarczy wspomnieć, że w okresie 1990-2005 trwający proces wycinki lasów spowodował średni roczny ubytek w areale o ok. 0,5%, łącznie zniknęło więc 260 tys. ha lasów.

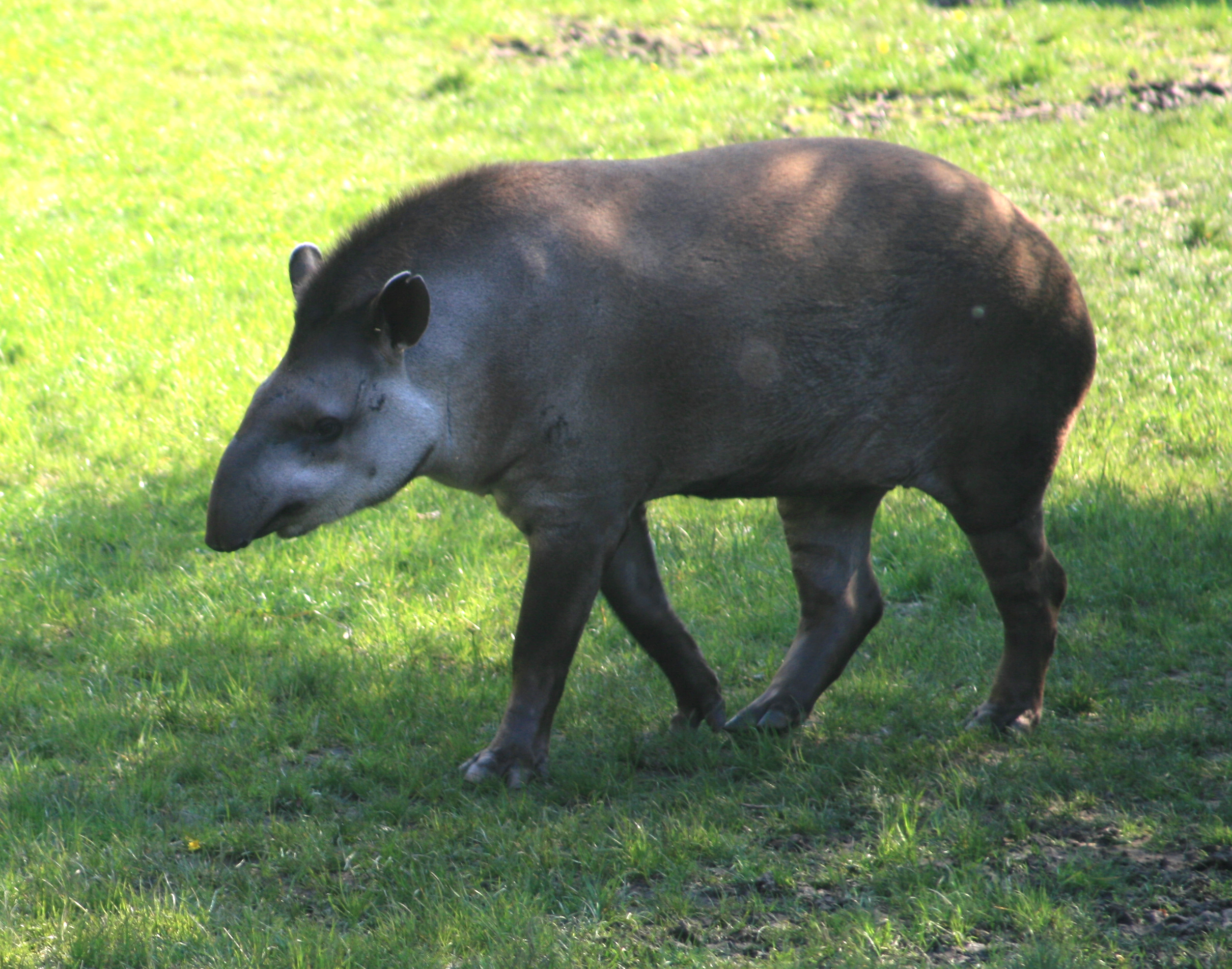
Tapir – typowy przedstawiciel wilgotnych lasów Meksyku

## Fauna
Na obszarze Meksyku znajdują się dwie krainy zoogeograficzne, są to: kraina nearktyczna na północy kraju i neotropikalna w południowej części kraju. W kraju tym występuje bogactwo gatunkowe zwierząt, Meksyk jest także krajem, gdzie zimuje ptactwo z północnych części kontynentu amerykańskiego. Należy zwrócić tu uwagę na to, że zasięgi tych krain nakładają się na siebie. Nie ma wyraźnej granicy między tymi dwiema krainami.
Środkowy i północny Meksyk ze względu na silne oddziaływanie człowieka na środowisko utracił swoją pierwotną różnorodność biologiczną. Jednakże można tu spotkać głównie w parkach i rezerwatach m.in. niedźwiedzie, jelenie, pumy czy kojoty. W zimie do Sierra Madre Occidental przybywają liczne grupy kaczek i gęsi. Na pustynnych i półpustynnych częściach Meksyku występują króliki, węże i pancerniki.
W regionach leżących na południu kraju, gdzie panuje tropikalny klimat występują gatunki zwierząt różniące się od tych z północy. Takie zwierzęta jak małpy, tapiry i jaguary, które są charakterystyczne dla Ameryki Środkowej i Południowej, posiadają również swoje siedliska w wilgotnych lasach południowego Meksyku. Zwierzęta krainy neotropikalnej występują także w wilgotnych regionach na Zatoką Meksykańską. Ponadto południowa część kraju ze względu na niewielką gęstość zaludnienia pozostaje ostoją dla wielu rzadkich odmian zwierząt.
Mimo podejmowanych przez obrońców środowiska prób w 2004 r. zagrożonych wyginięciem było 57 gatunków ptaków, 72 gatunki ssaków, 21 gatunków gadów i 106 gatunków ryb.